# Préparez vos mouchoirs
Préparez vos mouchoirs (Brasil: Preparem Seus Lenços) é um filme belgo-francês de 1978m do gênero comédia romântica  e dramática, escrito e dirigido por Bertrand Blier.
Recebeu o Oscar de melhor filme estrangeiro em 1979, representando a França.
Faz parte da lista dos 1000 melhores filmes de todos os tempos, elaborada pelo jornal The New York Times.

## Prêmios e indicações
Óscar 1979
- Venceu
  - Melhor filme estrangeiro[3]

Globo de Ouro 1979
- Indicado
  - Melhor filme em língua estrangeira[5]